# Vulcano (Star Trek)
Vulcano è un pianeta immaginario del franchise di fantascienza Star Trek, abitato dai Vulcaniani. In seguito alla riunificazione tra Vulcaniani e Romulani, che si trasferiscono sul pianeta dopo la distruzione di Romulus, il pianeta assume il nome di Ni'Var.

## Descrizione

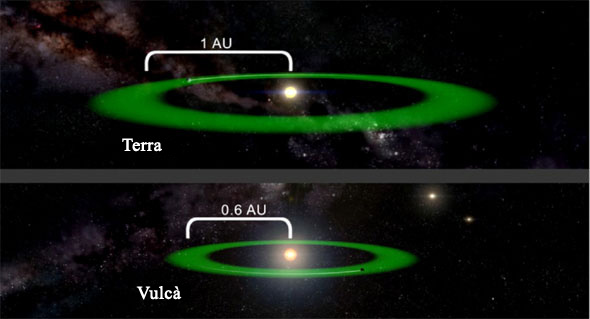
Comparazione tra la zona abitabile di 40 Eridani, il sistema di Vulcano (sotto) con la zona abitabile del sistema solare della Terra (sopra).

Vulcano è un pianeta orbitante intorno a 40 Eridani A, a sedici anni luce dal nostro Sole (ipotesi dello stesso Gene Roddenberry successivamente confermata dalla NASA): si trova vicino a Betazed, Andoria, Tellar e Alfa Centauri.
La superficie è prevalentemente desertica e montagnosa, con ampie zone selvagge, e la temperatura è molto elevata. Esso ruota attorno al proprio sole in relazione troiana con il gemello T'Kuth, al quale si avvicina ogni sette anni, ed è privo di lune. L'atmosfera di cui dispone è più sottile di quella terrestre e di un normale Pianeta di Classe M. Visto dallo spazio ha un colore rossastro.
Uno dei luoghi più sacri di questo mondo è il Tempio di Amonak, e uno dei laghi presenti si chiama Yaron. La città di ShirKhar ospita l'Accademia delle Scienze Vulcaniana, il più celebre centro di ricerca della Federazione dei Pianeti Uniti.
Alcune forme di vita native di Vulcano sono il Favinit, una pianta simile all'orchidea; il Sehlat, descritto come una specie di orsacchiotto con le zanne, e infine molluschi e vermi della sabbia vulcaniani.

## Storia
In una data remota della storia vulcaniana la specie che abitava il pianeta si è divisa e una parte di essi, rifiutando lo stile di vita vulcaniano e la via della logica, guidati dall'ammiraglio Debrune, ne hanno preso il nome e hanno scelto di partire per esplorare la galassia alla ricerca di un nuovo mondo da colonizzare e fondare la loro civiltà. Nella storia di Vulcano questo avvenimento assume il nome di "Separazione". Successivamente una parte di vulcaniani ha fondato numerosi avamposti, tra cui quelli su Barradas III, Draken IV e Calder II. Una parte di questo popolo, guidata dal vice ammiraglio Torek, ha preso possesso del pianeta Rigel V, divenendo la specie dei Rigeliani. Un altro gruppo guidato da Debrune, si è infine stabilita su Romulus diventando i Romulani, uno dei più agguerriti nemici della Federazione.
Durante il XXIV secolo l'ambasciatore Spock ha lavorato in incognito per favorire la riunificazione dei due popoli, nonostante vi fossero opposizioni in tal senso sia da parte vulcaniana che da parte romulana. Ciò si realizzò più tardi, in seguito alla distruzione di Romulus e al trasferimento dei Romulani su altri mondi e colonie. Quando questo avviene, nonostante i contrasti tra i due popoli perdurino a lungo, il pianeta assume il nome di Ni'Var.

## Kelvin Timeline
Nella linea temporale alternativa Kelvin Timeline, generata dall'incursione del Romulano Nero proveniente dal futuro, così come viene narrato nel film Star Trek di J. J. Abrams, Vulcano viene distrutto alla metà del XXIII secolo da un buco nero generato da Nero, come ritorsione per la futura distruzione di Romulus.

## Specie
Vulcano è abitato dalla specie umanoide dei Vulcaniani, caratterizzati per una pelle giallo/verde e per le orecchie a punta.